# Tamias ruficaudus
Tamias ruficaudus е вид гризач от семейство Катерицови (Sciuridae). Видът не е застрашен от изчезване.

## Разпространение и местообитание
Разпространен е в Канада (Албърта и Британска Колумбия) и САЩ (Айдахо, Вашингтон и Монтана).
Обитава гористи местности, места с песъчлива и влажна почва, планини, възвишения, долини, ливади, храсталаци и плата.

## Описание
На дължина достигат до 12,4 cm, а теглото им е около 60,1 g.
Продължителността им на живот е около 8 години. Популацията на вида е стабилна.